# Zimreddi
Zimreddi, o anche Zimredda, (... – XIV secolo a.C.) è stato un re di Sidone.

## Biografia e regno
È menzionato nelle lettere di el-Amarna 148 e 149 in cui Sidone primeggiava su Biblo e Tiro, entrando in conflitto con Tiro.
Ha regnato conseguendo una politica di equilibrio tra l'Impero egiziano e il Regno di Amurru, più a Nord.